# Evilized
Evilized je drugi studijski album švedskog heavy/power metal sastava Dream Evil. Diskografska kuća Century Media Records objavila ga je 27. siječnja 2003.

## Popis pjesama
| 1.    | »Break the Chains«        | Gus G.                         | Gus G.                    | 3:32 |
| 2.    | »By My Side«              | Fredrik Nordström, Gus G.      | Nordström, Gus G.         | 3:37 |
| 3.    | »Fight You 'till the End« | Niklas Isfeldt, Peter Stålfors | Isfeldt, Stålfors         | 3:52 |
| 4.    | »Evilized«                | Nordström, Isfeldt, Stålfors   | Isfeldt, Stålfors         | 4:43 |
| 5.    | »Invisible«               | Snowy Shaw                     | Shaw                      | 2:53 |
| 6.    | »Bad Dreams«              | Shaw                           | Shaw                      | 3:08 |
| 7.    | »Forevermore«             | Shaw                           | Nordström                 | 5:08 |
| 8.    | »Children of the Night«   | Dream Evil                     | Nordström, Gus G., Shaw   | 4:44 |
| 9.    | »Live a Lie«              | Isfeldt, Stålfors              | Isfeldt, Stålfors         | 3:26 |
| 10.   | »Fear the Night«          | Gus G., Isfeldt, Stålfors      | Gus G., Isfeldt, Stålfors | 3:47 |
| 11.   | »Made of Metal«           | Nordström, Gus G., Shaw        | Nordström, Gus G., Shaw   | 3:51 |
| 12.   | »The End«                 | Shaw                           | Shaw                      | 4:23 |
| 47:04 |                           |                                |                           |      |

## Zasluge
| Dream Evil - Niklas Isfeldt – vokali - Gus G. – gitara - Fredrik Nordström – ritam-gitara, klavijature, produkcija, tonska obrada, miksanje - Peter Stålfors – bas-gitara - Snowy Shaw – bubnjevi, uređivanje, fotografija Dodatni glazbenici - The Royal String Quartet – gudaća glazbala (na pjesmi "Forevermore") - Sarah Shaw – prateći vokali (na pjesmi "Made of Metal"); uređivanje, fotografija |  | Ostalo osoblje - Patrik J. – asistencija pri tonskoj obradi - Jan Meininghaus – naslovnica - medialogistics.com – dizajn, omot albuma |